# Spässerud
Spässerud är en äppelsort som är medelstor. Köttet är saftigt, mört och syrligt. Skalet har en ljus färg. Äpplet mognar i oktober och håller sig därefter i god förvaring kring en månad. Spässerud passar både som ätäpple som i köket. I Sverige odlas Spässerud gynnsammast i zon 1-4.